# Rosenwiller
Rosenwiller är en kommun i departementet Bas-Rhin i regionen Grand Est (tidigare regionen Alsace) i nordöstra Frankrike. Kommunen ligger i kantonen Rosheim som tillhör arrondissementet Molsheim. År 2022 hade Rosenwiller 640 invånare.

## Befolkningsutveckling
Antalet invånare i kommunen Rosenwiller
| Referens: INSEE |